# Ферфакс (Мисури)
Ферфакс (енгл. Fairfax) град је у америчкој савезној држави Мисури.

## Демографија
По попису из 2010. године број становника је 638, што је 7 (-1,1%) становника мање него 2000. године.
| Група             | 2000.       | 2010.       |
| Белци             | 638 (98,9%) | 628 (98,4%) |
| Афроамериканци    | 2 (0,3%)    | 4 (0,6%)    |
| Азијати           | 0 (0,0%)    | 2 (0,3%)    |
| Хиспаноамериканци | 0 (0,0%)    | 0 (0,0%)    |
| Укупно            | 645         | 638         |